# Zyklon Nargis
Zyklon Nargis, auch 01B (JTWC) und Very Severe Cyclonic Storm Nargis (IMD) war der erste tropische Wirbelsturm der Wirbelsturmsaison im nördlichen Indischen Ozean 2008. Der Sturm bildete sich am 27. April im Golf von Bengalen und wanderte zunächst langsam in nordwestlicher Richtung. Nargis drehte nach einer vorübergehenden Abschwächung in östliche Richtung und war der erste Zyklon, der Myanmar seit Zyklon Mala im Jahr 2006 erreichte. In fünf Regionen Myanmars wurde der Notstand ausgerufen, darunter auch in der Millionenstadt und früheren Hauptstadt Rangun, die direkt in der Zugbahn des Zyklons lag. Nach der Methodik des India Meteorological Department erreichte der Sturm auf seinem Höhepunkt dreiminütige Spitzenwinde von 165 km/h, das Joint Typhoon Warning Center (JTWC) ermittelte nach der Verfahrensweise des National Hurricane Centers einminütige Windgeschwindigkeiten von 215 km/h. Am 3. Mai löste sich der Wirbelsturm im Grenzgebiet zwischen Myanmar und Thailand auf.
Der Zyklon zerstörte tausende Häuser, die Anzahl der Opfer wird mit mindestens 84.500 angegeben, von einigen Stellen wurde sie auf mehr als 100.000 geschätzt. Nargis wird als einer der folgenschwersten tropischen Wirbelstürme in der Geschichte der Wetteraufzeichnungen bezeichnet.

## Sturmverlauf

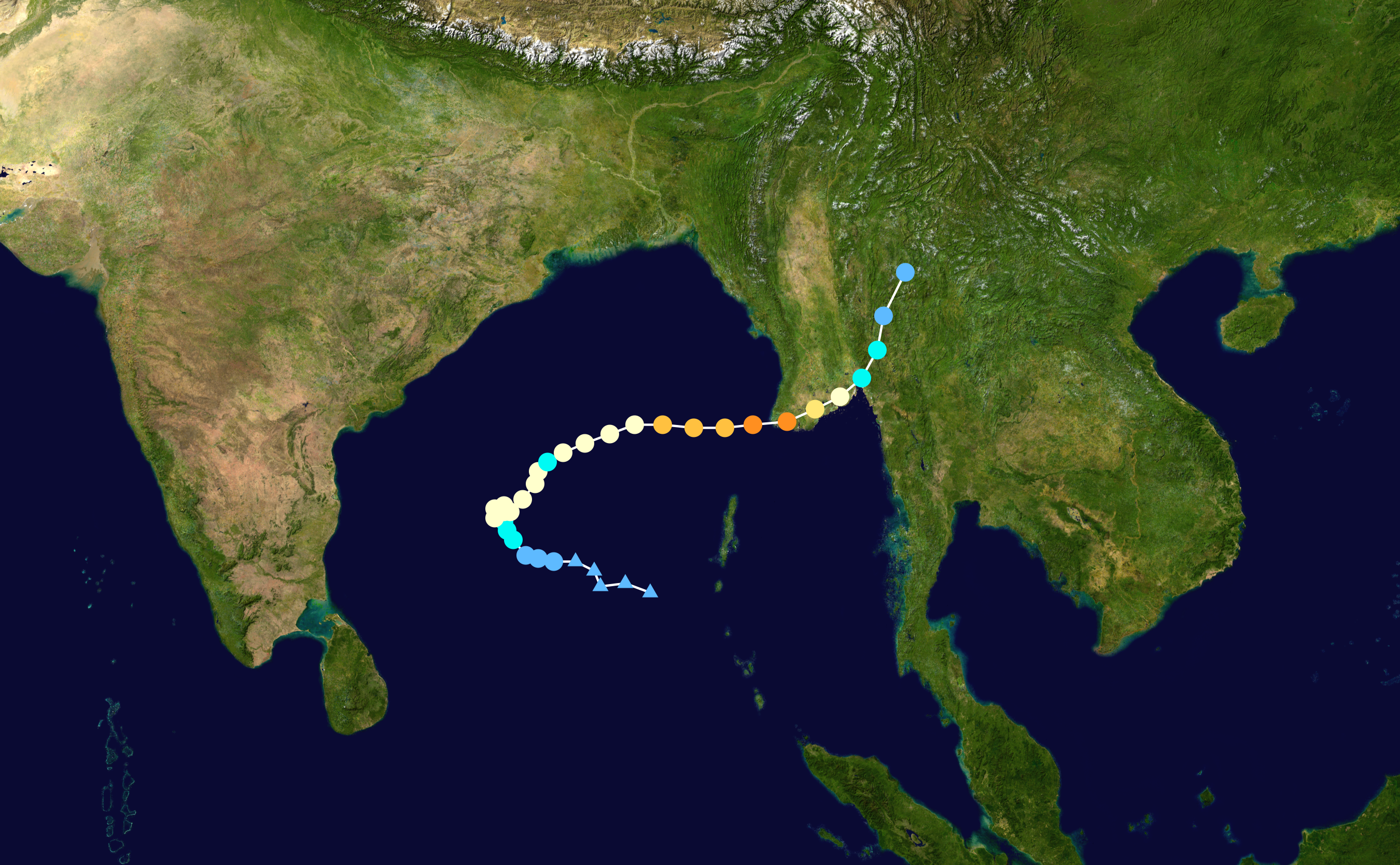
Zugbahn des Zyklons

In der letzten Aprilwoche bestand im Golf von Bengalen ein Konvektionsgebiet in der Nähe einer oberflächennahen Zirkulation, etwa 1150 km ostsüdöstlich von Chennai, Indien. Durch eine günstige auseinanderstrebende Höhenströmung (so genannter „Outflow“) und geringe Windscherung organisierte sich das System zunehmend besser und konsolidierte die Zirkulation. Am 27. April um 03:00 Uhr UTC erklärte das India Meteorological Department (IMD) das System zu einer Depression, und neun Stunden später hatte sich BOB 01 zu einer Tiefen Depression intensiviert. Zu diesem Zeitpunkt klassifizierte das Joint Typhoon Warning Center das System als Tropischer Zyklon 01B. Aufgrund eines weiter nördlich liegenden Hochdruckkeils wanderte das System langsam in nordnordwestlicher Richtung, wobei sich die Bandstruktur systematisch verbesserte. Am 28. April um 0:00 Uhr UTC klassifizierte das IMD das Tiefdrucksystem als Zyklonischer Sturm Nargis, das sich zu diesem Zeitpunkt etwa 550 km östlich von Chennai befand.
Am 28. April wurde Nargis fast stationär, da das System zwischen zwei Hochdruckrücken nordwestlich und südöstlich eingekeilt war. An diesem Tag stuft das JTWC den Zyklonstatus hoch auf das Äquivalent eines Hurrikans der Kategorie 1 der Saffir-Simpson-Hurrikan-Windskala. Durch das RSMC Neu-Delhi des IMD wurde Nargis etwa zur selben Zeit zum Schweren zyklonischen Sturm hochgestuft. Der Zyklon entwickelte konzentrische Augenmerkmale, das heißt eine Eyewall außerhalb der dominierenden inneren Eyewall, was auf einen beginnenden Eyewall-Erneuerungszyklus hinweist. Warmes Meerwasser unterstützte die weitere Intensivierung. Am frühen Vormittag des 29. Aprils schätzte das JTWC die Windgeschwindigkeiten von Nargis auf 160 km/h, während das IMD das System nun als sehr schweren zyklonischen Sturm einschätzte. In dieser Phase wurde angenommen, dass der Zyklon auf Bangladesch oder den Südosten Indiens treffen würde. Aufgrund von Subsidenz und trockener Luft wurde der Sturm dann etwas abgeschwächt, und die tiefe Konvektion nahm im Zentrum erkennbar ab. Zum selben Zeitpunkt begann Nargis, sich nach Nordosten entlang des Randbereiches des im Südosten liegenden Rückens zu bewegen. Trotz der schwindenden Konvektion behielt das System seine Zirkulation unverändert stark bei; durch Satellitenbeobachtung durchgeführte Dvorak-Technik ergab jedoch, dass sich Nargis zum Äquivalent eines tropischen Sturmes abgeschwächt hatte. Spät am 29. April setzte eine Neubildung der Konvektion ein, obwohl ein unmittelbares Erstarken des Wirbelsturmes durch eine stärker gewordene Windscherung verhindert wurde.
Am 1. Mai, nachdem Zyklon Nargis fast völlig nach Osten gedreht hatte, begann eine rapide Intensivierung, was durch eine verbesserte Ausströmung infolge eines sich in der Höhe nähernden Troges bewirkt wurde. Die Entwicklung hielt an, und Nargis bildete ein gut definiertes Auge mit einem Durchmesser von 19 km, und am Morgen des 2. Mai, als das System sich der Küste Myanmars näherte, schätzte das JTWC die einminütigen Spitzenwindgeschwindigkeiten auf 215 km/h. Zu diesem Zeitpunkt schätzte das IMD die dreiminütigen Spitzenwinde auf 165 km/h. Gegen 12:00 Uhr UTC erreichte Zyklon Nargis die Küste in der Irawadi-Division Myanmars. Über Land setzte die Abschwächung ein, die Nähe zur Andamanensee verhinderte jedoch eine rapide Abschwächung. Seine Zugbahn wendete sich aufgrund eines sich von Nordwesten annähernden subtropischen Troges nach Nordosten und führte direkt nördlich an Rangun vorbei, und die Windgeschwindigkeit betrug immer noch 130 km/h. Um 2:00 Uhr UTC am 3. Mai gab das IMD seine letzte Warnung zu dem System aus. Nargis schwächte sich rasch ab, als es sich dem bergigen Gebiet nordöstlich von Rangun in der Nähe der myanmarisch-thailändischen Grenze näherte. Daher stellte das JTWC seine Warnungen zu Nargis ein.

## Auswirkungen

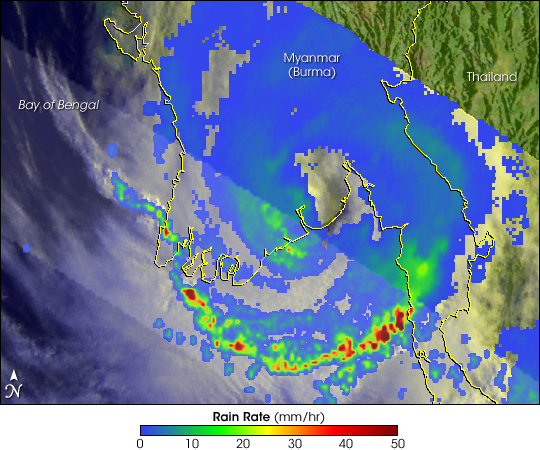
Niederschläge durch Zyklon Nargis. Aufnahme vom 3. Mai 2008, 7:13 Uhr Ortszeit (00:43 UTC).

### Westlicher Golf von Bengalen
In Sri Lanka verursachten die heftigen Niederschläge des Wirbelsturms Überflutungen und Erdrutsche, wovon zehn Distrikte betroffen waren. Am stärksten waren dies die Distrikte Ratnapura und Kegalle. Mehr als 3000 Familien mussten ihre Häuser verlassen, 4500 Familien wurden obdachlos. Drei Personen wurden getötet.
Das India Meteorological Department empfahl den indischen Fischern, während des Durchzugs des Zyklons mit ihren Booten nicht auf das Meer hinauszufahren, da an den Küsten von Tamil Nadu und Andhra Pradesh hoher Wellengang erwartet wurde. Der Einfluss des Wirbelsturms senkte die Temperaturen in Küstennähe und beendete eine Hitzewelle.
In Bangladesch hatten die Behörden die Bauern aufgefordert, in aller Eile die Reisernte zu beenden, weil erwartet wurde, Nargis würde erneut das Land treffen, das noch unter den Auswirkungen und einer Nahrungsmittelknappheit durch Zyklon Sidr litt und im Ausland Reis kaufen musste. Ein direkter Treffer durch den Zyklon hätte die Ernte vernichtet.

### Myanmar

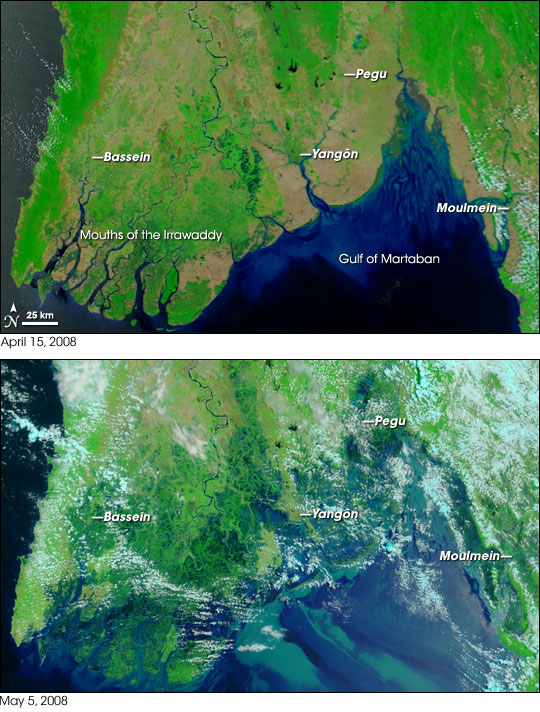
Satellitenaufnahmen vor und nach dem Zyklon Nargis

Nargis verursachte vor allem in Myanmar große Verwüstungen. Angesichts des Ausmaßes der Verwüstungen bat die Regierung Myanmars um internationale Hilfe.
Die fünf Regionen Irrawaddy, Karen, Mon, Bago mit insgesamt 24 Millionen Einwohnern wurden zum Katastrophengebiet erklärt. Besonders betroffen waren das Irrawaddy-Delta, wo ganze Ortschaften zerstört wurden, sowie die ehemalige Hauptstadt Rangun. Nach Angaben staatlicher Medien kamen mindestens 84.500 Menschen ums Leben; Hunderttausende wurden obdachlos.
Damit war Nargis der folgenschwerste Wirbelsturm seit dem Bangladesch-Zyklon von 1991.
Nach der Definition des National Hurricane Centers wurden das Delta des Irrawaddy und die Millionenstadt Rangun direkt getroffen. Die auf der Nordhalbkugel sich gegen den Uhrzeigersinn drehenden Winde trieben das Wasser aus der Andamanensee direkt in die Mündungsarme des Flussdeltas hinein. Im Zusammenspiel von Gezeiten, Sturmflut, auflaufendem Flusswasser und den hohen Niederschlagsmengen von teilweise weit über 50 l/m² pro Stunde standen niedrig gelegene Gebiete im Flussdelta des Irrawaddy stundenlang bis zu 3,5 m unter Wasser. Das Gebiet liegt großteils nur einen bis zwei Metern über dem Meeresspiegel. Was die Zyklonwinde, die in einzelnen Böen über 220 km/h erreicht haben, nicht zerstörten, wurde überflutet und die meisten der Opfer ertranken.
| in der Division             | Fläche   | Einwohner |
| Irrawaddy                   | 5174 km² | 851.000   |
| Rangun                      | 2773 km² | 569.000   |
| Mon                         | 992 km²  | 219.000   |
| Bago                        | 846 km²  | 93.000    |
| gesamt                      | 9785 km² | 1.732.000 |
| Quelle: UNOSAT, 6. Mai 2008 |          |           |

Dieser Effekt wurde dadurch verstärkt, dass die Zugbahn von Nargis in etwa den Verlauf der Küstenlinie folgte und ein großer Teil des Radius der maximalen Winde sich nach Erreichen des Festlandes nördlich von Pagoda Point weiterhin über Wasser befand. Dadurch verlor der Zyklon nicht rapide an Intensität, sondern erreichte noch nach mehr als 24 Stunden über Land immer noch die Stärke der Kategorie 1 auf der Saffir-Simpson-Hurrikan-Windskala. Zu diesem Zeitpunkt befand sich das Sturmzentrum bei Rangun.
Dabei wirkte sich ebenfalls ungünstig aus, dass in den letzten Jahren zugunsten des Reisanbaus ein erheblicher Teil der Mangroven aus dem Flussdelta verschwunden ist. Dadurch wurde die betroffene Küstenregion ihres natürlichen Schutzes beraubt und die Sturmflut konnte ungehindert bis zu 40 km ins Landesinnere vordringen. Wissenschaftler glauben, dass schon ein zweihundert Meter breiter Mangrovenstreifen Flutwellen drei Viertel ihrer Energie nimmt.
Letztlich spielte auch das Fehlen von Zivilschutzmaßnahmen eine Rolle.

### Thailand
In der thailändischen Provinz Tak wurden durch die heftigen Niederschläge mehr als 1000 Einwohner obdachlos.

## Hilfsmaßnahmen

### Behinderung internationaler Hilfsmaßnahmen in Myanmar
Nachdem das Ausmaß des Verlusts an Menschenleben bekannt geworden war, riefen die Behinderungen der ausländischen Helfer durch die Regierung weltweit Empörung hervor. So beschlagnahmten die Machthaber sogar die wenigen Hilfslieferungen für die zahlreichen Opfer, die sie überhaupt ins Land ließen. Hunderte Logistiker und Katastrophenexperten saßen in den Nachbarländern fest, weil ihnen keine Visa erteilt wurden. US-Militärflugzeuge mit Hilfsgütern wurden abgewiesen. Paul Risley, ein Sprecher des Welternährungsprogramms (WFP), bezeichnete die Visa-Verweigerung für ausländische Experten als „beispiellos“ in der Geschichte der Katastrophenhilfe.
Bundesentwicklungsministerin Heidemarie Wieczorek-Zeul forderte die Vereinten Nationen am 9. Mai 2008 auf, den Druck auf die Junta zu erhöhen. Der stellvertretende WFP-Exekutivdirektor John Powell mahnte hingegen, mit der Regierung zu kooperieren. Wieczorek-Zeul sagte, die UNO hätten gemäß der Charta „Responsibility to protect“ die Verpflichtung, den Menschen zu helfen, derer sich die Regierung nicht annehme. „Es geht darum, die Katastrophe nach der Katastrophe zu verhindern.“ Sechs Tage nach dem verheerenden Wirbelsturm in Birma befänden sich bis zu 1,9 Millionen Menschen in einer akuten Notlage.
Der Nachrichtenagentur AP sagte John Powell: „Unserer ersten Schätzung nach benötigen wir ein Programm im Umfang von etwa 106 Millionen Dollar.“ Ungefähr 53 Millionen Dollar davon entfielen auf Lebensmittel, eine weitere große Komponente seien die Logistikkosten. Bis zum 8. Mai hatten die Vereinten Nationen demnach Zusagen über Spenden von etwa 50 Mio. Dollar erhalten.
Unter Verweis auf das weithin als unverständlich, wenn nicht gar als „verbrecherisch“ gewertete Verhalten der Militärjunta wurden auch Rufe nach einer durch die UNO initiierten und von den US-Streitkräften geführten Invasion Myanmars laut.
Der UN-Koordinator für humanitäre Aktionen, John Holmes, reagierte am 9. Mai 2008 zurückhaltend auf einen Vorstoß der US-Katastrophenhilfebehörde, ohne Zustimmung der myanmarischen Regierung eine Luftbrücke einzurichten. Die Idee könne „nicht vollständig ausgeschlossen werden“, sagte Holmes der französischen Zeitung „Le Monde“. Aber es gebe das Risiko einer Konfrontation mit den Streitkräften, Flugzeuge könnten abgeschossen werden. „Das wäre eine sehr große Entscheidung und könnte die Blockade noch verschärfen.“
„Wir haben jetzt fünf oder sechs Tage wegen der Unnachgiebigkeit der Regierung verloren“, beklagte Jan Egeland, der Holmes’ Position während des Seebebens im Indischen Ozean 2004 innehatte. Am 9. Mai betonte das Außenministerium Birmas in einer Stellungnahme erneut: „Myanmar ist nicht bereit, Such- und Rettungs- sowie Medienteams aus dem Ausland zu empfangen.“ Sean Turnell, ein Fachmann für die birmanische Wirtschaft an der Macquarie University in Sydney, Australien, erläuterte die Haltung des Regimes einem Bericht der „New York Times“ zufolge so: „Die ausländische Hilfe, die die Junta verweigert, würde sie schrecklich bloßstellen, organisatorisch und in Bezug auf die Ausrüstung, und sie wäre beinahe ein Gesichtsverlust.“
„Sie befürchten, dass ausländische Soldaten die Vorhut für einen Sturz der Regierung sein könnten“, wurde Josef Silverstein, emeritierter Professor der Rutgers-University und langjähriger Birma-Experte in Medien zitiert. Aus Sicht des Militärregimes „könnten Helfer den Menschen Waffen bringen und ihnen Ideen in den Kopf setzen, wie sie die Regierung stürzen können“.
Der seit 2006 im japanischen Yokosuka stationierte Zerstörer Mustin war zur gleichen Zeit mit den drei Schiffen der amphibischen Kampfgruppe Essex, neben der Essex die Harpers Ferry und die Juneau, nach Birma unterwegs, um die Hilfsmaßnahmen zu unterstützen und zu koordinieren. Die Flotte mit insgesamt 1800 US-Marineinfanteristen an Bord sollte nach Pfingsten vor der Küste Myanmars eintreffen.
Nach Regierungsangaben vom 24. Juni 2008 starben durch den Zyklon 84.537 Menschen und 53.836 gelten als vermisst.

### Hilfsgüter aus China
Am 9. Mai traf nach einer Meldung von Radio China International eine zweite Lieferung von Hilfsgütern der chinesischen Regierung in Myanmar ein. Sie sei Teil der zusätzlichen Soforthilfen Chinas in Höhe von rund 30 Millionen Yuan RMB. Die chinesische Regierung hatte Myanmar demnach zuvor bereits eine Million US-Dollar zur Katastrophenbekämpfung zur Verfügung gestellt. 

### Deutsche Hilfe
Die deutsche Bundesregierung stellte eine Million Euro zur Unterstützung der Rettungsarbeiten in Myanmar bereit; Außenminister Frank-Walter Steinmeier hatte vor Medienvertretern eine weitere Aufstockung angekündigt und sein Bedauern über die Behinderungen der Hilfsmaßnahmen zum Ausdruck gebracht.
Am 12. Mai konnte ein mit sechs Trinkwasseraufbereitungsanlagen ausgestattetes zwölfköpfiges Team des Technischen Hilfswerks (THW) nach Myanmar aufbrechen.